# Yavuztaş, Yayladere
Yavuztaş là một xã thuộc huyện Yayladere, tỉnh Bingöl, Thổ Nhĩ Kỳ. Dân số thời điểm năm 2010 là 19 người.